# Université de Tulsa
L'université de Tulsa est une université américaine privée située à Tulsa, en Oklahoma. Fondée en 1894, elle compte 4 352 étudiants (3 174 undergraduate, 1 178 graduate et droit).

## Personnalités liées à l'université

### Professeurs
- Pawel Lewicki (1953-), scientifique en psychologie cognitive américain

### Étudiants
- Suhail Mohammed Faraj Al Mazrouei, homme d'affaires et politicien émirati.